# Escut de Djibouti
L'escut de Djibouti, més aviat un emblema que no pas un escut heràldic, va ser introduït arran de la independència el 27 de juny del 1977.
Es representa per una corona de llorer, símbol de la pau, a l'interior de la qual figuren un escut rodó per damunt d'una llança posada en pal, sobremuntada d'una estrella vermella de cinc puntes. A banda i banda de l'escut i sortint dels costats de la llança, unes mans que empunyen la jambiya, el punyal tradicional.
L'escut, la llança i l'estrella simbolitzen la defensa de la sobirania nacional i de la integritat del territori. Els punyals i les mans al·ludeixen a la cultura i les tradicions del poble com a fonament de la solidaritat nacional. Aquestes dues mans representen els dos grups ètnics principals de Djibouti: els àfars i els isses.